# Mesochorus petilus
Mesochorus petilus är en stekelart som beskrevs av Dasch 1974. Mesochorus petilus ingår i släktet Mesochorus och familjen brokparasitsteklar. Inga underarter finns listade i Catalogue of Life.